# Zvonimir Boban
Zvonimir Boban, född 8 oktober 1968 i Imotski, Jugoslavien (nuvarande Kroatien), är en kroatisk före detta professionell fotbollsspelare.
Boban hade sin storhetstid i AC Milan där han var en centralfigur under större delen av 1990-talet. Under hans tid i Milan blev han italiensk mästare fyra gånger och vann UEFA Champions League 1994. Bobans största framgång med det kroatiska landslaget kom 1998, då man tog VM-brons. Boban spelade totalt 51 landskamper och gjorde på dessa 12 mål.

## Meriter
- 51 A-landskamper/12 mål för Kroatiens fotbollslandslag
- VM i fotboll: 1998
  - VM-brons 1998